# Serdambyn Batsüch
Serdambyn Batsüch (mongolisch Сэрдамбын Батсүх, englisch Serdambyn Batsükh, wiss. Transliteration Sėrdambyn Batsüch, Serdamba Batsuk; * 17. Oktober 1955) ist ein ehemaliger mongolischer Boxer.

## Sport
Serdambyn Batsüch trat bei den Olympischen Sommerspielen 1976 in Montreal an. Im Halbfliegengewichtsturnier schied er in der zweiten Runde gegen den Ungar György Gedó aus.